# اندیس خاک صنعتی عبدالله آباد
خاک صنعتی عبدالله آباد یک اندیس غیرفلزی است که در حوالی شهر کهن آباد استان سمنان قرار دارد و مادهٔ معدنی موجود در آن، خاک صنعتی است.  